# Federico Bernardeschi
Federico Bernardeschi (ur. 16 lutego 1994 w Carrarze) – włoski piłkarz występujący na pozycji skrzydłowego w kanadyjskim klubie Toronto FC. W latach 2016–2022 wielokrotnie występował w reprezentacji Włoch. Mistrz Europy w 2020 roku.

## Kariera klubowa
Bernardeschi jest wychowankiem Fiorentiny. Sezon 2013/14 spędził na wypożyczeniu w drugoligowym Crotone. W barwach klubu zadebiutował 8 września 2013 roku podczas zremisowanego 2:2 spotkania z Pescarą, zastępując na boisku w 75. minucie Soufiane Bidaouiego. W trakcie swoich pierwszych jedenastu meczów w Serie B zdobył cztery gole. 24 lipca 2017 roku przeniósł się z AFC Fiorentina do Juventus FC za kwotę 40 milionów euro.

## Kariera reprezentacyjna
Bernardeschi ma za sobą grę w licznych spotkaniach juniorskich i młodzieżowych reprezentacji Włoch. 5 marca 2014 roku zadebiutował w kadrze do lat 21 podczas meczu eliminacyjnego młodzieżowych Mistrzostw Europy 2015 z Irlandią Północną.

## Statystyki kariery
(aktualne na dzień 25 stycznia 2019)
| Klub               | Sezon              | Liga               | Liga  | Liga   | Puchar Włoch | Puchar Włoch | Europa | Europa | Suma  | Suma   |
| Klub               | Sezon              | Liga               | Mecze | Bramki | Mecze        | Bramki       | Mecze  | Bramki | Mecze | Bramki |
| ACF Fiorentina     | 2012/13            | Serie A            | 0     | 0      | 0            | 0            | –      | –      | 0     | 0      |
| Crotone (wyp.)     | 2013/14            | Serie B            | 38    | 12     | 0            | 0            | –      | –      | 38    | 12     |
| ACF Fiorentina     | 2014/15            | Serie A            | 7     | 1      | 0            | 0            | 3      | 2      | 10    | 3      |
| ACF Fiorentina     | 2015/16            | Serie A            | 33    | 2      | 1            | 0            | 7      | 4      | 41    | 6      |
| ACF Fiorentina     | 2016/17            | Serie A            | 32    | 11     | 2            | 1            | 8      | 2      | 42    | 14     |
| Juventus F.C.      | 2017/18            | Serie A            | 22    | 4      | 3            | 0            | 5      | 1      | 30    | 5      |
| Juventus F.C.      | 2018/19            | Serie A            | 12    | 2      | 1            | 1            | 4      | 0      | 17    | 3      |
| Ogólnie w karierze | Ogólnie w karierze | Ogólnie w karierze | 144   | 32     | 7            | 2            | 27     | 9      | 178   | 43     |
| ------------------ | ------------------ | ------------------ | ----- | ------ | ------------ | ------------ | ------ | ------ | ----- | ------ |